# Co-écoute

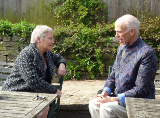

La co-écoute est une pratique de changement personnel basé sur l'écoute réciproque et l'attention aux émotions.  
La co-écoute a commencé à être élaborée par Harvey Jackins (en) au début des années 1950 aux États-Unis. Jackins avait participé auparavant pendant quelques années au mouvement de la dianétique avant de rompre et de poursuivre ses propres recherches. Il existe à présent plusieurs organisations de co-écoute. Les deux principales sont Re-evaluation Counseling (en) fondée par Jackins, et Co-Counselling International (en), fondée par John Heron, Tom Sargent et Dency Sargent. 
En Europe francophone, le terme « co-counseling » a tout d'abord été traduit par « co-conseil », puis quelques années plus tard par « co-écoute »,. Les pratiquants de la co-écoute sont appelés des « co-écoutants ». Une autre traduction a été proposée récemment, celle d'« écoute mutuelle ».   

## Description
La pratique de la co-écoute consiste principalement à se rencontrer régulièrement en binôme ou en groupe, chacun étant tour à tour écoutant et écouté à temps égal. Le déroulement d'une séance est toujours à peu près le même, le début et la fin étant clairement signifiés. La co-écoute utilise des méthodes simples et facilement abordables. Sa pratique permet de se pencher sur tous les sujets possibles avec le soutien consentant d'une autre personne. La co-écoute met l'accent sur le ressenti des émotions, notamment celles que l'on peut avoir tendance à éviter dans la vie quotidienne.
Les organisations de co-écoute proposent des formations pour les débutants et des rencontres pour les membres. Au cours d'une formation, on apprend entre autres les manières d'accéder au ressenti des émotions, les règles encadrant la pratique (qui sont parfois différentes selon les organisations), les bases théoriques... Les formateurs sont des pratiquants expérimentés, qui sont parfois thérapeutes par ailleurs. Les protocoles pour devenir formateur diffèrent d'une organisation à une autre. L'accessibilité financière des formations est une valeur généralement partagée, et les rencontres par la suite sont le plus souvent gratuites. La co-écoute peut aussi se pratiquer en-dehors de toute organisation formelle.
La sécurité tant physique que psychique est essentielle pour le bon déroulement de la pratique. Une règle de base partagée par toutes les organisations est celle de la confidentialité : les co-écoutants ne sont pas autorisés à parler de la séance de leur partenaire en dehors de celle-ci sans son autorisation explicite.

## Cadre théorique
La théorie d'origine de la co-écoute est centrée sur le concept d'«enregistrements de détresses» qui amèneraient à des comportements compulsifs ayant tendance à se répéter dans certaines circonstances particulières. Ces comportements seraient une conséquence d'événements passés au cours desquels la personne n'a pas été en mesure d'exprimer l'émotion provoquée par l'événement. La pratique de la co-écoute permettrait de se libérer de ces schémas comportementaux en autorisant la décharge émotionnelle liée à ces expériences douloureuses passées. Une telle décharge cathartique comprend plusieurs sortes de pleurs et de rires, de la transpiration chaude ou froide, des tremblements, des bâillements... Dans la vie de tous les jours, cette catharsis émotionnelle est limitée par les normes sociales et par le manque de cadre approprié.  
La co-écoute adopte une vision positive de l'être humain, assez proche de celle qui a été développée au sein de l'approche humaniste. Certains considèrent la co-écoute comme faisant partie de ce courant en tant que méthode psychothérapeutique. D'autres considèrent que la relation entre pairs proposée par la co-écoute la rend fondamentalement différente d'une pratique thérapeutique qui suppose des techniques spécialisées utilisées par un thérapeute au sein d'une relation asymétrique par définition. 
La co-écoute n'a pas fait l'objet d'évaluation scientifique à ce jour.

## Re-evaluation Counseling
Harvey Jackins a fondé dans les années 60 Re-evaluation Counseling (RC), dont le siège est à Seattle, Washington, États-Unis. Son fils Tim Jackins dirige actuellement cette organisation au niveau international, suppléé par Diane Shisk.   
La communauté internationale est constituée de communautés nationales, régionales et locales pour lesquelles des « personnes de référence » sont désignées. Un « Guide pour les communautés de réévaluation par la co-écoute » détermine l'organisation de l'ensemble des groupes. Les co-écoutants de RC sont encouragés à pratiquer régulièrement, à s'impliquer dans la communauté existante et à participer au développement de la co-écoute.   
Une règle importante dans RC est celle de la « non-socialisation » : les co-écoutants ne sont pas autorisés à lier des relations sociales entre eux à moins que ces relations ne soient antérieures à leur devenir co-écoutant, afin de les protéger de potentiels abus relationnels.   
RC accorde une grande importance à la nécessité d’adopter une théorie unique sur les êtres humains. Cela est considéré comme indispensable à la cohérence de la pratique. Ainsi, tout écrit doit être validé par des personnes de référence avant sa diffusion. Et aucune référence à d'autres systèmes théoriques et pratiques, y compris à d'autres pratiques de co-écoute n'est autorisée au sein de l'organisation.  
Depuis le milieu des années 70, l'importance des oppressions sociales systémiques (racisme, sexisme, âgisme...) sur le vécu émotionnel des personnes a commencé à être perçue et prise en compte dans la théorisation et la pratique de RC. Des projets de changement social ont vu le jour comme United to End Racism (en). 
Des critiques ont été produites à plusieurs reprises à l'encontre de RC au cours de son histoire. Elles concernent principalement son mode organisationnel, l'unicité de la théorie et des conduites abusives,,,,. 

## Co-Counselling International
Co-Counselling International (CCI) a été créé en 1974 en rupture avec Re-evaluation Counseling. Les fondateurs étaient John Heron (en), à l'époque directeur du Projet de recherche sur le potentiel humain de l'Université du Surrey au Royaume-Uni, et Tom Sargent et Dency Sargent de Hartford, Connecticut, aux États-Unis.  
La façon dont la communauté est structurée et contribue à son développement découle d'une expérience et d'un regard critique du modèle de RC. Sur le plan organisationnel, CCI est un réseau de pairs horizontal. Les réseaux locaux et nationaux ont  chacun un mode d'organisation propre, et les formations et rencontres sont organisés par des individus ou des groupes agissant de façon autonome, bien que parfois reliés. 
Il n'existe pas de règle interdisant aux co-écoutants d'avoir des relations sociales dans CCI, bien que des protocoles puissent être utilisés. Toutefois, il est demandé aux co-écoutants d'avoir une vigilance particulière. Les débutants sont encouragés à ne pas développer de relation sociale jusqu'à ce qu'ils soient mieux en mesure de faire la part des choses dans ce qui se joue au sein d'une relation de co-écoute. Quant aux enseignants il leur est demandé d'éviter d'avoir des relations sexuelles avec des personnes à qui ils ont enseigné la pratique. 
La théorie d'origine de la co-écoute est enseignée dans les formations de CCI. Les co-écoutants sont libres d'enrichir leur pratique et leur réflexion en s'inspirant de l'ensemble des écrits existants sur la pratique de la co-écoute, mais aussi sur l'ensemble des théories et méthodes d'aide psychothérapeutique, et sur tout autre système de pensée en général. Toute personne peut écrire, publier et partager ses écrits à propos de la pratique. 

## La Co-écoute en France
La co-écoute a été introduite en Europe francophone en 1972 par John Heron, alors encore membre de RC. En 1973, Philippe Grauer et Daniel Le Bon furent désignés responsables par RC respectivement en France et en Belgique. Daniel le Bon s'est chargé de la traduction en français de nombreux textes puis a été désigné responsable pour l'ensemble de l'Europe francophone en 1978. Il a quitté RC en 1989 à la suite de nombreux désaccords, et a par la suite contribué à fonder une autre pratique d'entraide, l'Eleuthéropédie. D'autres co-écoutants de RC ont pris la suite, continuant à proposer des formations et à créer des communautés locales de co-écoute. Aujourd'hui la co-écoute RC existe en France dans plusieurs régions.   
Jusqu'à récemment la co-écoute CCI n'existait pas en France, mais elle commence à s'implanter depuis peu. En 2019 Floriane Chinsky initie l'Écoute Mutuelle, et d'autres pratiquants français de co-écoute rejoignent aujourd'hui CCI. D'autres encore pratiquent et enseignent indépendamment de toute organisation.     